# Maribo kloster

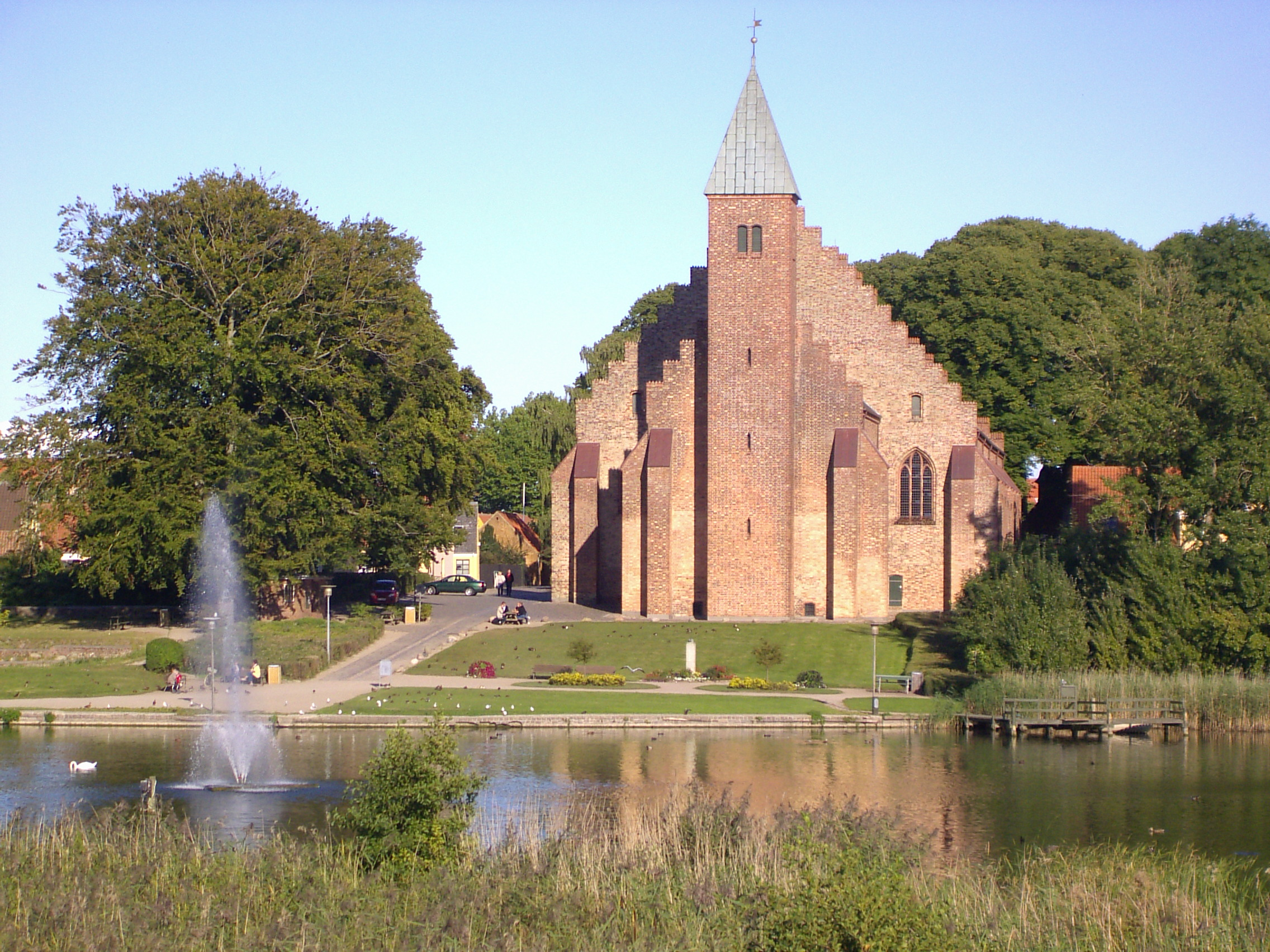
Maribo domkyrka

Maribo kloster var ett danskt kloster i Maribo på Lolland. Det var först ett katolskt dubbelkloster av birgittinorden, med både munkar och nunnor, som var aktivt från 1416 till 1551. Det var det första klostret inom sin orden i Danmark, och även ett av de viktigaste klostren i Danmark före reformationen. Därefter blev det ett protestantiskt jungfrukloster för stiftsjungfrur, aktivt från 1556 till 1621. Klosterbyggnaderna är nu borta, men klostrets kyrka fungerar sedan 1803 som Maribo domkyrka.  

## Historik
Maribo kloster grundades 1416 och godkändes år 1418 av påven. Klostret innehöll enligt föreskrift 60 nunnor, 13 kaniker, fyra deknaer och åtta lekbröder. Det var ett av de största klostren i Danmark och ägde under sin storhetstid flera herrgårdar och över 400 gårdar. I oktober 1536 infördes reformationen i Danmark och alla kloster stängdes. Nunnorna tilläts dock leva kvar i klosterbyggnaden fram till år 1551, då en del av dem tycks ha flyttat till Mariager kloster, där den sista nunnan dog 1588.
År 1556 återupprättades klostret, nu som ett protestantiskt jungfrustift med en luthersk abbedissa och priorinna med rätt att styra klostret och dess underliggande egendomar med samma befogenhet som de förra katolska motsvarigheterna. Den första abbedissan var adelsdamen Mette Marsvinsdatter. Klostrets medlemmar var ogifta döttrar eller systrar till adelsmän vars familjer betalade för deras vistelse så länge de var ogifta. De var inte nunnor i verklig mening utan kunde lämna klostret vid giftermål, men de förväntades ägna dagarna åt protestantisk religionsutövning och goda gärningar. Klostret låg under biskopens av Fyn jurisdiktion. 
Klostret fick motta många klagomål och anklagelser. Det sades att medlemmarna omvändes till katolicismen, att de vägrade lyda abbedissan, att de drack sig berusade och tog emot unga adelsmän på sina rum och att klostret fungerade som en bordell. År 1596 blev klosterkyrkan församlingskyrka även för allmänheten. Det luteranska klostret stängdes 1621, och byggnaderna revs så småningom ned.    
Leonora Christina bodde i klostret 1685–1698 och är begraven i kyrkan.